# Odo di Wetterau
Odo di Wetterau (895 circa – 2 dicembre 949) fu un importante nobile tedesco del X secolo, esponente della dinastia dei Corradinidi.

## Biografia
Nel 914 Odo fu nominato conte di Wetterau e fondò la chiesa di Santa Maria a Wetzlar. Il Wetterau era stato una delle contee di suo padre Gebeardo, e Odo acquisì anche altre due contee che erano state sue: Rheingau nel 917 e Lahngau nel 918. Suo fratello era invece Ermanno, duca di Svevia. 
Odo è principalmente noto per la battaglia di Andernach del 2 ottobre 939. I ribelli duchi Gilberto II di Maasgau e Eberardo di Franconia avevano saccheggiato le contee di Odo e di suo nipote Corrado (conte del Basso Lahngau) a est del Reno. La loro forza era così grande che Odo e Corrado non potevano resistere. Ma quando gli insorti attraversarono di nuovo il Reno ad Andernach per tornare in Lotaringia, Odo e Corrado sfruttarono l'occasione. Gilberto ed Eberardo, quando la maggior parte dell'esercito aveva attraversato il Reno, erano ancora nelle retrovie, sulla sponda orientale. In quel momento Odo e Corrado attaccarono e sconfissero le retrovie nemiche. Eberardo venne ucciso mentre Gilberto annegò quando cercò di fuggire attraversando a nuoto il Reno. La ribellione fu così schiacciata e l'imperatore Ottone I il Grande poté facilmente recuperare la sua autorità. Odo divenne così il favorito di Ottone: alla morte di Corrado (949), fu anche nominato conte della Bassa Lahngau. 

## Matrimonio e figli
Odo sposò una figlia del carolingio Erberto I, conte di Vermandois, presumibilmente di nome Cunegonda. Essi ebbero i seguenti figli: 
- Gebeardo († 938)[1], ucciso nella lotta contro l'insurrezione di Tankmaro, il fratellastro maggiore dell'imperatore Ottone;
- Eriberto[1] (c 930 – 992);
- ;Ottone[senza fonte];
- Odo II[1] († 26 agosto 965), nominato vescovo di Strasburgo il 13 agosto 950, forse la stessa persona di suo fratello Ottone;
- Giuditta, che sposò Enrico I di Stade[1], nonna di Tietmaro;
- Corrado I, duca di Svevia dal 983 alla morte[1].

## Ascendenza
|                        |   |                        | Genitori |  |  | Nonni |  |  | Bisnonni           |  |  | Trisnonni        |  |
|                        |   |                        |          |  |  |       |  |  | Gebardo di Lahngau |  |  | Oddone d'Orléans |  |
|                        |   |                        |          |  |  |       |  |  | Gebardo di Lahngau |  |  | Oddone d'Orléans |  |
|                        |   | Engeltrude di Fézensac |          |  |  |       |  |  | Gebardo di Lahngau |  |  |                  |  |
| Udo di Neustria        |   |                        |          |  |  |       |  |  | Gebardo di Lahngau |  |  |                  |  |
|                        |   | …                      | …        |  |  |       |  |  |                    |  |  |                  |  |
|                        |   | …                      | …        |  |  |       |  |  |                    |  |  |                  |  |
|                        |   | …                      | …        |  |  |       |  |  |                    |  |  |                  |  |
| Gebeardo di Lotaringia |   | …                      |          |  |  |       |  |  |                    |  |  |                  |  |
|                        |   | …                      | …        |  |  |       |  |  |                    |  |  |                  |  |
|                        |   | …                      | …        |  |  |       |  |  |                    |  |  |                  |  |
|                        |   | …                      | …        |  |  |       |  |  |                    |  |  |                  |  |
| …                      |   | …                      |          |  |  |       |  |  |                    |  |  |                  |  |
|                        |   | …                      | …        |  |  |       |  |  |                    |  |  |                  |  |
|                        |   | …                      | …        |  |  |       |  |  |                    |  |  |                  |  |
|                        |   | …                      | …        |  |  |       |  |  |                    |  |  |                  |  |
| Odo di Wetterau        |   | …                      |          |  |  |       |  |  |                    |  |  |                  |  |
|                        | … | …                      |          |  |  |       |  |  |                    |  |  |                  |  |
|                        | … | …                      |          |  |  |       |  |  |                    |  |  |                  |  |
|                        | … | …                      |          |  |  |       |  |  |                    |  |  |                  |  |
| …                      | … |                        |          |  |  |       |  |  |                    |  |  |                  |  |
|                        |   | …                      | …        |  |  |       |  |  |                    |  |  |                  |  |
|                        |   | …                      | …        |  |  |       |  |  |                    |  |  |                  |  |
|                        |   | …                      | …        |  |  |       |  |  |                    |  |  |                  |  |
| Ida di Grabfeld        |   | …                      |          |  |  |       |  |  |                    |  |  |                  |  |
|                        |   | …                      | …        |  |  |       |  |  |                    |  |  |                  |  |
|                        |   | …                      | …        |  |  |       |  |  |                    |  |  |                  |  |
|                        |   | …                      | …        |  |  |       |  |  |                    |  |  |                  |  |
| …                      |   | …                      |          |  |  |       |  |  |                    |  |  |                  |  |
|                        |   | …                      | …        |  |  |       |  |  |                    |  |  |                  |  |
|                        |   | …                      | …        |  |  |       |  |  |                    |  |  |                  |  |
|                        |   | …                      | …        |  |  |       |  |  |                    |  |  |                  |  |
|                        |   | …                      |          |  |  |       |  |  |                    |  |  |                  |  |